# Hans Zirker
Hans Zirker (* 17. März 1935 in Ludwigshafen am Rhein; † 13. März 2025 in Neuss) war ein deutscher römisch-katholischer Theologe.

## Leben
Von 1954 bis 1962 studierte Zirker Philosophie, Katholische Theologie, Germanistik und semitische Sprachen an den Universitäten von Mainz und München. Er schloss 1962 mit dem Ersten und 1964 mit dem Zweiten Staatsexamen für die Fächer Katholische Religionslehre, Deutsch, Philosophie und Hebräisch ab. Im gleichen Jahr 1964 promovierte er in Katholischer Theologie. Von 1962 bis 1971 war er als Gymnasiallehrer tätig, von 1971 bis 1974 als Fachleiter für katholischen Religionsunterricht am Institut für Lehrerfort- und -weiterbildung in Mainz, bis er einen Ruf auf eine Professur an der Pädagogischen Hochschule Rheinland, Abt. Neuss, erhielt, wo er bis 1980 als Professor für Katholische Theologie und ihre Didaktik lehrte. Von 1980 bis 1993 war er Universitätsprofessor für Katholische Theologie mit dem Schwerpunkt Fundamentaltheologie an der Universität Duisburg, danach bis zu seiner Emeritierung im Jahr 2000 an der Universität-Gesamthochschule Essen.
Hans Zirker starb im März 2025 vier Tage vor seinem 90. Geburtstag.

## Forschungsschwerpunkte
- Glaubwürdigkeitsvoraussetzungen und Verständigungsbedingungen persönlichen Glaubens und institutioneller Religion, besonders im Blick auf die sozialen Fundierungen von Glauben in religiöser bzw. kirchlicher Gemeinschaft und religiös-weltanschaulich pluraler Gesellschaft
- Das Verhältnis von Christentum und Islam
  - in geschichtlicher Hinsicht: Islam als ein Stück jüdisch-christlicher Wirkungsgeschichte, besonders christlicher Dogmengeschichte; wechselseitige Wahrnehmungen und Urteilsmuster in Geschichte und Gegenwart
  - in hermeneutischer Hinsicht: Verständnisvoraussetzungen bei der Rede von Gott und Mensch (Welt, Geschichte, individuellem Leben)
  - in gesellschaftlicher Hinsicht: Konfliktstellen und -formen von Religion und neuzeitlicher Gesellschaft (unter den Bedingungen von Säkularisierung, gesellschaftlicher Pluralität und demokratischem Staat); Erscheinungsformen und Begründungsmuster von Fundamentalismus.

## Schriften (Auswahl)
- Die kultische Vergegenwärtigung der Vergangenheit in den Psalmen. Bonn 1964.
- Sprachprobleme im Religionsunterricht. Düsseldorf 1972 (online).
- Lesarten von Gott und Welt. Kleine Theologie religiöser Verständigung. Düsseldorf 1979 (online).
- Religionskritik (= Leitfaden Theologie. Bd. 5). Düsseldorf 1982, überarb. u. erw. 3. Auflage 1995 (online).
- Ekklesiologie (= Leitfaden Theologie. Bd. 12). Düsseldorf 1984, ISBN 3-491-77907-3. (online).
- Christentum und Islam. Theologische Verwandtschaft und Konkurrenz. Düsseldorf 1989, 2. Auflage 1992, mit korrigierenden Randnotizen 2016 (online).
- Islam. Theologische und gesellschaftliche Herausforderungen. Düsseldorf 1993 (online).
- Die Kairoer Erklärung der Menschenrechte im Islam. In: Moslemische Revue. Jg. 21 (2000), Nr. 76, S. 54–66 (online).
- Wahrnehmung des Islam – Vom Islam lernen. Eine autobiographisch-theologische Skizze. 2017 (online).
- Der Koran. Zugänge – Strukturen – Lesarten, 6., rev. u. erw. Auflage. Darmstadt 2018.
- Der Koran. Übersetzt und eingeleitet. Darmstadt 2003; 6. Auflage 2018; dazu Hans Zirker: Zu meiner Koranübersetzung – Korrekturen, 2022.
- Koran-Transliteration (online, 2020).